# Eurosia punctitermia
Eurosia punctitermia är en fjärilsart som beskrevs av George Francis Hampson 1900. Eurosia punctitermia ingår i släktet Eurosia och familjen björnspinnare. Inga underarter finns listade i Catalogue of Life.